# Col de Buyspoort
 (mai 2021).
Le col de Buyspoort (également orthographié Buispoort) est un col de montagne situé dans la province du Cap oriental en Afrique du Sud.

## Géographie
Il est situé sur la route nationale 9, entre Uniondale et Willowmore.